# Chase Sui Wonders
Chase Charmayne Sui Wonders (Detroit, 21 de maio de 1996) é uma atriz, diretora, roteirista e modelo norte-americana. Ela é mais conhecida por interpretar Riley na série de televisão Generation (2021) e Emma no filme slasher Bodies Bodies Bodies (2022).

## Biografia

### Primeiros anos e formação acadêmica
Wonders nasceu em Detroit, Michigan,  pai é de origem chinesa e sua mãe é europeia, ambos tem nacionalidade norte-americana. Ela é sobrinha da designer de moda norte-americana Anna Sui. Wonders estudou produção cinematográfica na Universidade Harvard, onde formou-se com honras.

### Carreira
Wonders começou sua carreira no cinema como protagonista, codiretora e roteirista principal no filme A Trivial Exclusion (2009). Ela também dirigiu e escreveu o longa-metragem Last Migration em 2015. Em 2019, Wonders interpretou Makayla no filme de horror psicológico Daniel Isn't Real. Ela também fez uma pequena participação no filme de comédia dramática On the Rocks (2020), dirigido por Sofia Coppola.
Em 2021, Wonders entrou para o elenco principal da série de comédia dramática Generation, da HBO Max. Ela interpretou Riley, uma independente e madura estudante do ensino médio. Em 2022, Wonders fez uma parceria com a Vogue China para dirigir um curta-metragem intitulado Wake.
Em 11 de maio de 2021 Wonders entrou para o elenco do filme slasher satírico Bodies Bodies Bodies, dirigido por Halina Reijn. O filme estreou no festival South by Southwest em 14 de março de 2022, e começou a ser exibido nos cinemas dos Estados Unidos em agosto. Em outubro de 2021 Wonders entrou para o elenco do filme Out of the Blue, de Neil LaBute, no qual atuou ao lado de Diane Kruger e Hank Azaria. Em janeiro de 2022 foi anunciado que ela irá interpretar Samantha, protagonista da série de televisão da Apple TV+ City on Fire.
Como modelo, Wonders participou de uma campanha de moda que foi uma colaboração entre sua tia Anna Sui e a designer Batsheva Hay em 2021.

## Filmografia

### Cinema
| Ano  | Filme                                        | Papel           | Notas                                        |
| ---- | -------------------------------------------- | --------------- | -------------------------------------------- |
| 2009 | A Trivial Exclusion                          | Chase Carter    | Também diretora e roteirista                 |
| 2015 | Last Migration                               | Sloane Stafford | Também diretora e roteirista                 |
| 2018 | Salami on White                              | Chase           | Curta-metragem                               |
| 2019 | Daniel Isn't Real                            | Makayla         |                                              |
| 2019 | Warpaint for the Teenage Soul                | Wynne           | Curta-metragem                               |
| 2020 | On the Rocks                                 |                 |                                              |
| 2021 | Beau                                         | Beau            | Curta-metragem                               |
| 2022 | Wake                                         | June            | Curta-metragem; também diretora e roteirista |
| 2022 | Bodies Bodies Bodies                         | Emma            | [ 16 ]                                       |
| 2022 | Out of the Blue                              | Astrid          |                                              |
| 2024 | Little Death                                 | Tilly           |                                              |
| 2025 | Sequência de I Know What You Did Last Summer | ASA             | Filmando                                     |
| ASA  | I Want Your Sex                              | ASA             | Pós-produção                                 |

### Televisão
| Ano  | Título       | Papel             | Notas            |
| ---- | ------------ | ----------------- | ---------------- |
| 2020 | Betty        | Niki              | 2 episódios      |
| 2021 | Generation   | Riley             | Elenco principal |
| 2023 | City on Fire | Samantha Cicciaro | Elenco principal |
| 2023 | Bupkis       | Nikki             | Papel recorrente |
| 2025 | O Estúdio    | Quinn Hackett     | Elenco principal |